# زرافة (زرافة)

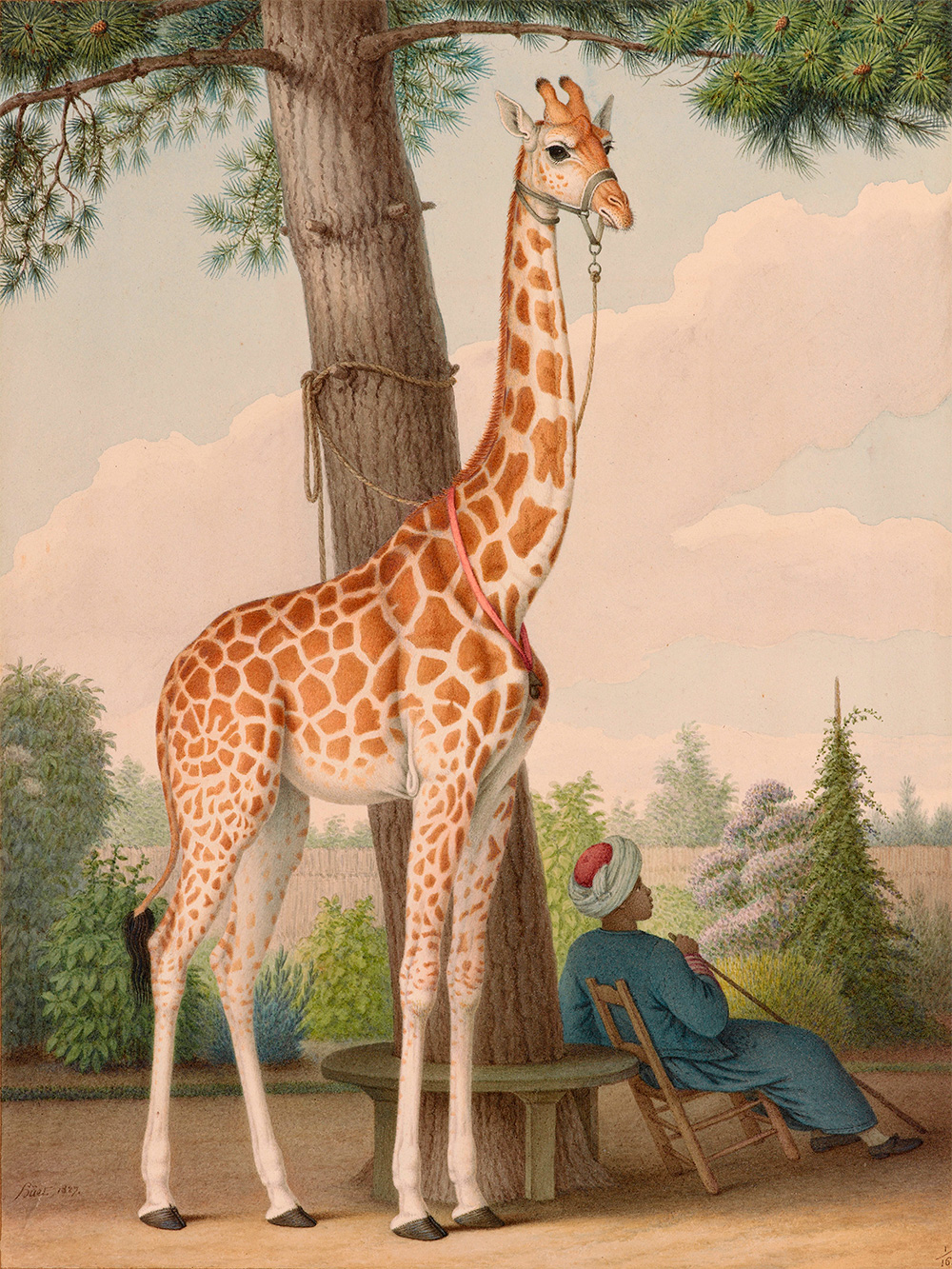
رسمة للزرافة في باريس

زرافة (1825 - 12 يناير 1845) كانت أنثى زرافة نوبية عاشت في حديقة النباتات بباريس لمدة 18 عاماً.كانت الزرافة هدية من محمد علي باشا إلى شارل العاشر ملك فرنسا،كانت واحدة من ثلاث زرفات أرسلها محمد علي إلي ملوك أوروبا عام 1827 وكانت هذه أول زرافات تشاهد في أوروبا لأكثر من ثلاثة قرون.أثناء حياتها لم يطلق عليها اسم زرافة، تم إطلاق اسم زرافة عليها عام 1985.

## السيرة
الزرافة المعروفة اليوم باسم زرافة كانت هدية لتشارل العاشر ملك فرنسا من محمد علي باشا والي مصر . في عام 1824 ، انخرط جيش السلطان العثماني في قتال ضد اليونان في حرب الاستقلال اليونانية ،طلب السلطان محمود الثاني من محمد علي إرسال قوات لدعمه في الحرب.كان الثوار اليونانيين مدعومين من قبل فرنسا.أقنع القنصل الفرنسي في مصر برناردينو دروفيتي محمد علي بأن هدية استثنائية يمكنها أن تشجع ملك فرنسا على التوقف عن دعم اليونانيين.
تم الإمساك بزرافة وهي صغيرة من قبل صيادين عرب بالقرب من سنار في السودان ، ثم تم نقلها أولاً عن طريق الجمال، ثم أبحرت بواسطة فلوكة على النيل الأزرق إلى الخرطوم .من هناك تم نقلها على متن مركب صنعت خصيصاً لنقلها إلى الإسكندرية. كانت ترافقها ثلاث بقرات توفر لها 25 لترًا من الحليب يوميًا.
من الإسكندرية تم تحميلها على متن سفينة متجهة إلى مرسيليا ،برفقة خادم عربي امسه حسن وخادم سوداني اسمه عتير.  نظرًا لطولها، تم ثقب فتحة من على سطح السفينة لتتمكن من خلالها من تحريك عنقها. بعد رحلة استغرقت 32 يومًا، وصلت إلى مرسيليا في 31 أكتوبر 1826. خوفًا من مخاطر نقلها بالقارب إلى باريس عبر الالتفاف حول شبه الجزيرة الإيبيرية وحتى ساحل المحيط الأطلسي لفرنسا ومن ثم نهر السين ، تقرر أن تسير 900 كم إلى باريس.

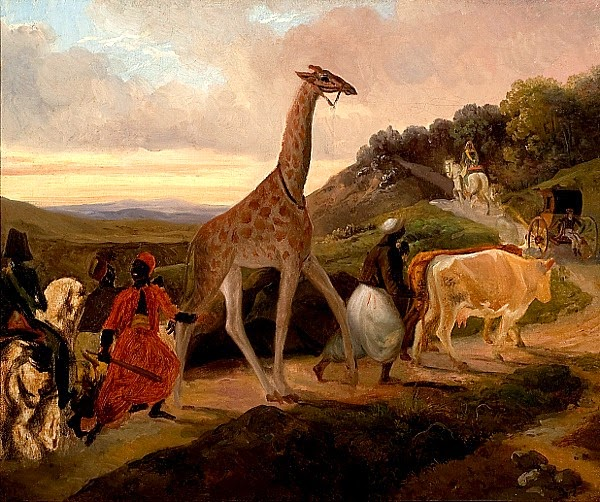
لوحة للزرافة أثناء رحلتها إلى باريس

حل فصل الشتاء أثناء تواجدها في مرسيليا مما أستدعى إيتيان جوفري سانت هيلار بأن بأمر بإلباس الزرافة معطفين للحفاظ على دفئها وأحذية لقدمها.انطلقت الرحلة إلى باريس في 20 مايو 1827، أصبحت الزرافة أطول ب 15 سم منذ وصولها إلى مرسيليا.رافقها في الرحلة هيلار ومجموعة من الأبقار.أستغرقت الرحلة 41 يوماً.أثناء رحلتها شوهدت باندهاش وتعجب من قبل سكان آكس أون بروفانس،أفينيون،أورانج وفيين.وصلت إلى مدينة ليون في 6 يونيو حيث استقبلها حشد متحمس وصل عدده إلى 30 ألف شخص.
تم تقديمها إلى الملك في قصر سان كلو في باريس في 9 يوليو 1827 ،و عاشت في حديقة النباتات .عند وصولها كانت زرافة طولها 4 أمتار أدى ظهورها إلى أحداث ضجة كبيرة في باريس حيث زارها أكثر من 100 ألف شخص أي ثمن سكان باريس وقتها.كتب أونوريه دي بلزاك قصة عنها. سافر جوستاف فلوبير الذي كان طفل حينها من روان لرؤيتها.
عاشت زرافة في باريس لمدة 18 عامًا حتى وفاتها.تم تحنيط جثتها وعرضت في بهو حديقة النباتات في باريس لسنوات عديدة، قبل نقلها إلى متحف التاريخ الطبيعي لاروشيل، حيث لا تزال هناك.

## الأسماء
وفقاً لسانت هيلير، كان يطلق عليها الحيوان الجميل للملك (بالفرنسية: le bel animal du roi)‏  وأثناء رحلتها من مرسيليا إلى باريس لقبت بالجميلة الأفريقية.
تم إطلاق أسم زرافة عليها من قبل الكاتب الأمريكي مايكل ألين في عام 1998.

## زرافات محمد علي الأخرى

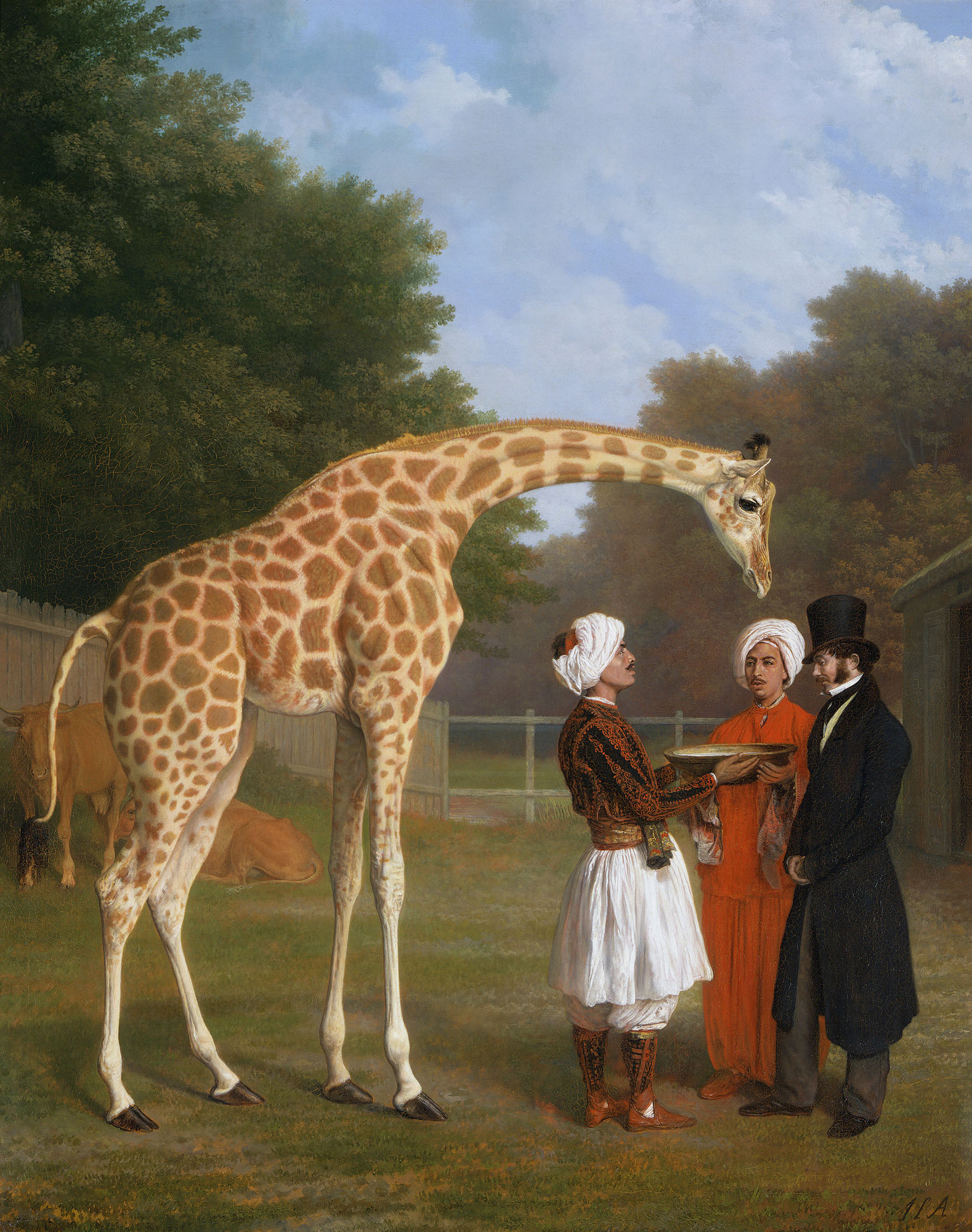
الزرافة التي أرسلت للندن

أرسل محمد علي زرافتين إلى جورج الرابع ملك المملكة المتحدة وفرانتس الثاني إمبراطور النمسا مثل زرافة فرنسا أحدثت الزرافتين ضجة كبير في لندن وفينا.عاشت الزرافة المرسلة للنمسا في قصر شونبرون لكنها ماتت بعد أقل من عام وتم صنع كعكات على شكل الزرافة تسمى كعكة الزرافة ( Giraffentorten) والتي لا تزال موجودة حتى الآن. أما الزرافة البريطانية فعاشت لمدة عامين فقط في حديقة حيوان لندن وتم تحنيطها بواسطة العالم جون غولد.